# Sirisena Cooray
Bulathsinghalage Sirisena Cooray (25 de abril de 1931 - 30 de novembro de 2021), foi um político do Sri Lanka. Foi Presidente da Câmara de Colombo de 1979 a 1989 e foi eleito de Colombo para o Parlamento na 9ª eleição parlamentar em 1989. Foi nomeado Ministro da Habitação e Construção no gabinete de Premadasa. serviu como secretário-geral do United National Party durante o mandato do líder do partido Ranasinghe Premadasa. Ele enviou indicações para o Conselho Municipal de Colombo eleições em 2006 como prefeito, no entanto, sua lista de nomeações do partido foi rejeitada pela comissão eleitoral por um tecnicismo. O partido independente apoiado por Sirisena venceu as eleições e Uvais Mohamed Imitiyas tornou-se prefeito.
Seu irmão Nandasena Cooray foi vice-prefeito de Colombo e era casado com a irmã do ex-líder do JVP Somawansa Amarasinghe.